# Eduskunta

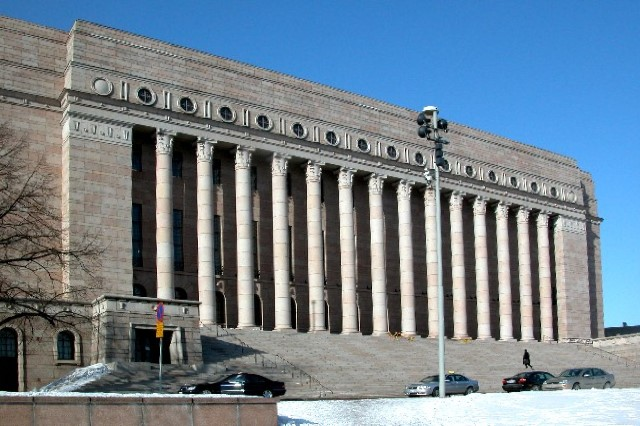
Het Finse Parlement

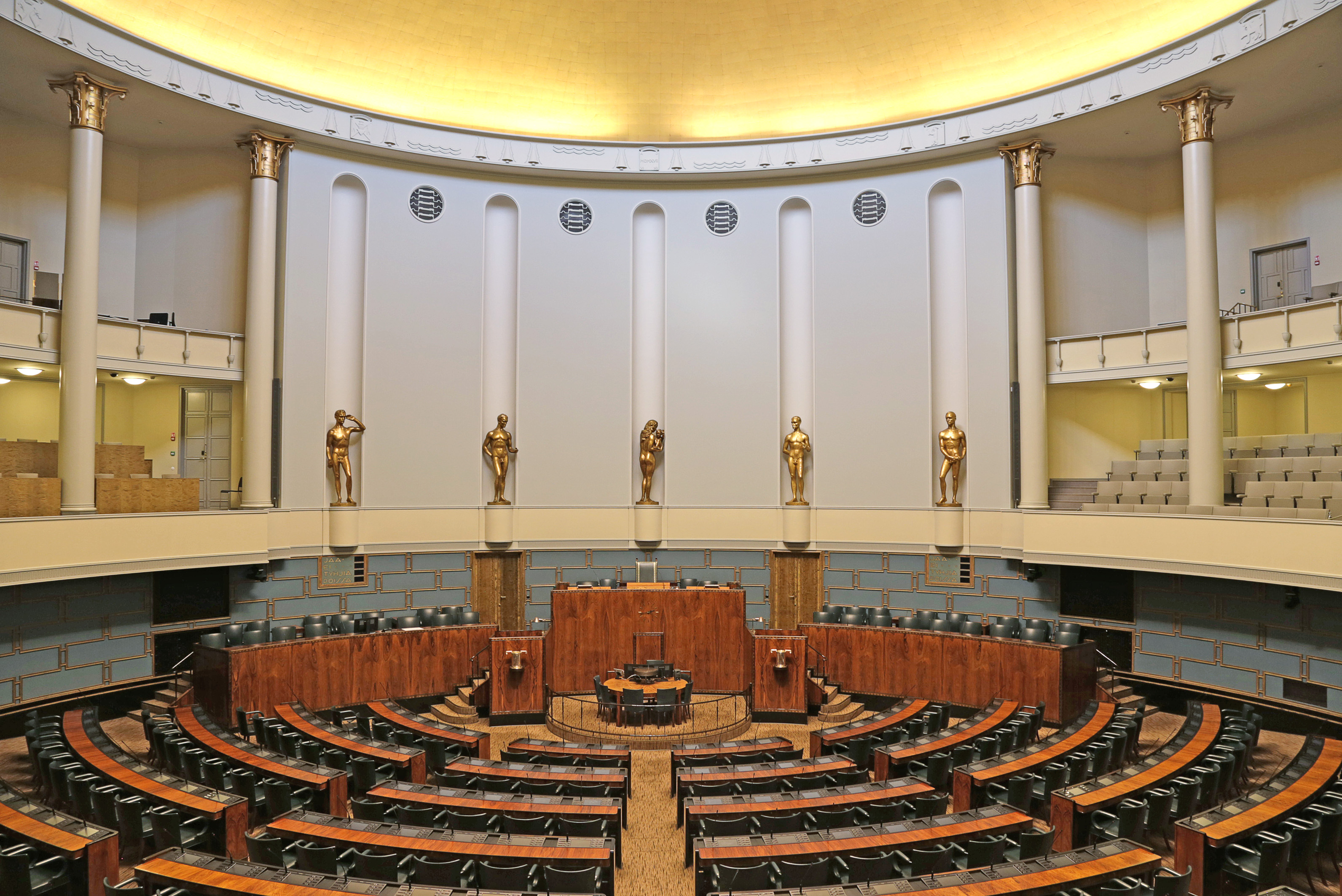
De Finse parlementszaal

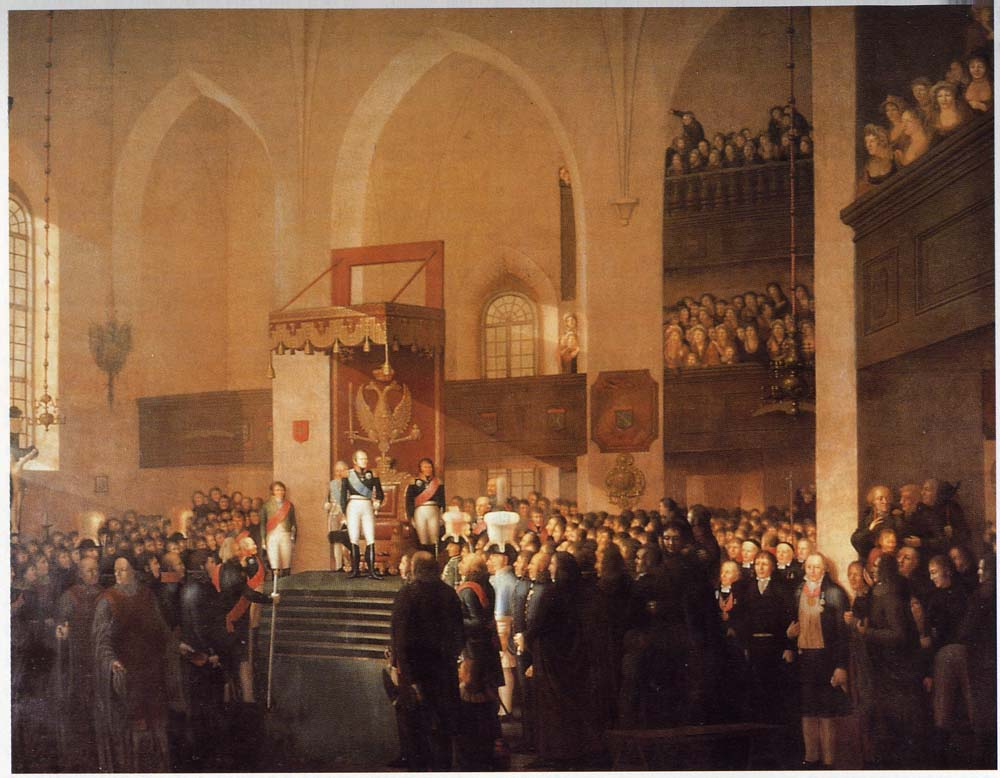
Alexander I opent de Landdag te Porvoo

De Eduskunta (Fins) of Riksdag (Zweeds) is het eenkamerparlement van Finland.
De Eduskunta bestaat uit 200 zetels en beschikt over de wetgevende macht. Zij kan ook grondwetsartikelen wijzigen en het kabinet ontslaan. De Eduskunta wordt om de vier jaar gekozen door alle volwassen burgers.
Er bestaat in Finland ook de zogenaamde Grote Commissie die uit 45 leden bestaat. Zij bezit een adviserende functie.
Åland heeft een eigen parlement. De inwoners van deze autonome regio kiezen ook één afgevaardigde in de Eduskunta.

## Geschiedenis
In 1809, bij het ontstaan van het Grootvorstendom Finland, kwam voor het eerst een Fins parlement bijeen onder naam Landdag. Afgevaardigden van de geestelijkheid, de adel, de burgerij en de boerenstand werden door tsaar Alexander I van Rusland bijeengeroepen. Op 28 maart zwoeren de leden van de Landdag trouw aan de tsaar (de grootvorst van Finland) in de Kathedraal van Porvoo. De tsaar beloofde op zijn beurt de Finse grondwet te respecteren. (Finland had als enige landsdeel van Rusland een grondwet.)
De volgende Landdag vergaderde pas weer in 1863. Tsaar Alexander II van Rusland beloofde toen grondwettelijke hervormingen door te voeren en persvrijheid mogelijk te maken in het grootvorstendom. In de jaren zeventig van de negentiende eeuw werden er verkiezingen voor de Landdag gehouden en werden er onder andere liberalen in de Landdag gekozen. Onder de tsaren Alexander III (1881-1894) en Nicolaas II (1894-1917) werden de rechten van de Landdag en het Finse volk ernstig aangetast. In 1899 tekende tsaar Nicolaas II een wet die de macht van de Landdag in het autonome Grootvorstendom Finland inperkte. De door de tsaar aangestelde gouverneur-generaal van Finland (Nikolai Bobrikov) regeerde als de facto dictator.
Na de Eerste Russische Revolutie (1905) werd de autonomie van Finland en de wetgevende macht van de Landdag hersteld. In 1906 werd de eerste kamer van de Landdag, de Kamer van Adel, afgeschaft. Vrijheid van meningsuiting, persvrijheid en vrijheid van vereniging werden ingevoerd. Tijdens de Eerste Wereldoorlog (1914-1918) werd de macht van de Landdag, vanwege de bijzondere omstandigheden, opnieuw ingeperkt.
Na de Februarirevolutie (1917) werd die macht hersteld en de Senaat (regering van Finland) riep in november 1917 de Staat Finland uit. In 1919 werd de Landdag vervangen door de via enkelvoudig, democratisch kiesrecht gekozen Eduskunta.
In het Finse parlement wordt simultaan en consecutief getolkt tussen Fins en Zweeds. 

## Parlementssamenstelling
Op 2 april 2023 werden er in Finland verkiezingen gehouden. Dit was de uitslag:
| Partij                      | Percentage | Zetels |
| --------------------------- | ---------- | ------ |
| Nationale Coalitiepartij    | 20,8%      | 48     |
| Finnenpartij                | 20,1%      | 46     |
| Sociaaldemocratische Partij | 19,9%      | 43     |
| Centrumpartij               | 11,3%      | 23     |
| Groene Liga                 | 7,0%       | 13     |
| Linkse Alliantie            | 7,1%       | 11     |
| Zweedse Volkspartij         | 4,3%       | 9      |
| Christendemocraten          | 4,2%       | 5      |
| Beweging Nu                 | 2,4%       | 1      |

* Vertegenwoordiger van Åland.

## Parlementsvoorzitters
| Jaren      | naam                       | partij                                |
| ---------- | -------------------------- | ------------------------------------- |
| 1907-1912  | Pehr Evind Svinhufvud      | Oud-Finse Partij                      |
| 1913       | Oskar Tokoi                | Sociaaldemocratische Partij           |
| 1914       | Kaarlo Juho Ståhlberg      | Oud-Finse Partij                      |
| 1917       | Kullervo Manner            | Sociaaldemocratische Partij           |
| 1917       | Johannes Lundson           | Jong-Finse Partij                     |
| 1918       | Lauri Ingman               | Oud-Finse Partij                      |
| 1918       | Ernst Nevanlinna           | Oud-Finse Partij                      |
| 1918       | Paavo Virkkunen            | Oud-Finse Partij                      |
| 1919-1920  | Lauri Kristian Relander    | Finse Agrarische Partij               |
| 1920       | Kyösti Kallio              | Finse Agrarische Partij               |
| 1921       | Wäinö Wuolijoki            | Sociaaldemocratische Partij           |
| 1922       | Kyösti Kallio              | Finse Agrarische Partij               |
| 1922       | Wäinö Wuolijoki            | Sociaaldemocratische Partij           |
| 1923       | Paavo Virkkunen            | Nationale Coalitiepartij              |
| 1924-1925  | Kyösti Kallio              | Finse Agrarische Partij               |
| 1925       | Wäinö Wuolijoki            | Sociaaldemocratische Partij           |
| 1926       | Paavo Virkkunen            | Nationale Coalitiepartij              |
| 1927       | Kyösti Kallio              | Finse Agrarische Partij               |
| 1928       | Paavo Virkkunen            | Nationale Coalitiepartij              |
| 1929       | Kyösti Kallio              | Finse Agrarische Partij               |
| 1929-1930  | Paavo Virkkunen            | Nationale Coalitiepartij              |
| 1930       | Juho Emil Sunila           | Finse Agrarische Partij               |
| 1930-1936  | Kyösti Kallio              | Finse Agrarische Partij               |
| 1936-1944  | Väinö Hakkila              | Sociaaldemocratische Partij           |
| 1945-1947  | Karl-August Fagerholm      | Sociaaldemocratische Partij           |
| 1948-1950  | Urho Kekkonen              | Finse Agrarische Partij               |
| 1951956    | Karl-August Fagerholm      | Sociaaldemocratische Partij           |
| 1956-1957  | Vieno Johannes Sukselainen | Finse Agrarische Partij               |
| 1957       | Karl-August Fagerholm      | Sociaaldemocratische Partij           |
| 1958       | Vieno Johannes Sukselainen | Finse Agrarische Partij               |
| 1958-1961  | Karl-August Fagerholm      | Sociaaldemocratische Partij           |
| 1962-1965  | Kauno Kleemola             | Finse Agrarische Partij/Centrumpartij |
| 1965       | Karl-August Fagerholm      | Sociaaldemocratische Partij           |
| 1966       | Rafael Paasio              | Sociaaldemocratische Partij           |
| 1966-1968  | Johannes Virolainen        | Centrumpartij                         |
| 1968-1969  | Vieno Johannes Sukselainen | Centrumpartij                         |
| 1970-1972  | Rafael Paasio              | Sociaaldemocratische Partij           |
| 1972-1975  | Vieno Johannes Sukselainen | Centrumpartij                         |
| 1976-1977  | Veikko Helle               | Sociaaldemocratische Partij           |
| 1978-1979  | Ahti Pekkala               | Centrumpartij                         |
| 1979-1982  | Johannes Virolainen        | Centrumpartij                         |
| 1983-1986  | Erkki Pystynen             | Nationale Coalitiepartij              |
| 1987       | Ikka Suominen              | Nationale Coalitiepartij              |
| 1987-1988  | Matti Ahde                 | Sociaaldemocratische Partij           |
| 1989-1990  | Kalevi Sorsa               | Sociaaldemocratische Partij           |
| 1991       | Esko Aho                   | Centrumpartij                         |
| 1991-1993  | Ikka Suominen              | Nationale Coalitiepartij              |
| 1994       | Riita Uosukainen           | Nationale Coalitiepartij              |
| 1995       | Paavo Lipponen             | Sociaaldemocratische Partij           |
| 1995-1998  | Riita Uosukainen           | Nationale Coalitiepartij              |
| 1999       | Jukka Mikkola              | Sociaaldemocratische Partij           |
| 1999-2002  | Riita Uosukainen           | Nationale Coalitiepartij              |
| 2003       | Anneli Jäätteenmäki        | Centrumpartij                         |
| 2003-2007  | Paavo Lipponen             | Sociaaldemocratische Partij           |
| 2007       | Timo Kalli                 | Centrumpartij                         |
| 2007-2011  | Sauli Niinistö             | Nationale Coalitiepartij              |
| 2011       | Ben Zyskowicz              | Nationale Coalitiepartij              |
| 2011-2015  | Eero Heinäluoma            | Sociaaldemocratische Partij           |
| 2015       | Juha Sipilä                | Centrumpartij                         |
| 2015-2018  | Maria Lohela               | Finnenpartij/Blauwe Toekomst          |
| 2018-2019  | Paula Risikko              | Nationale Coalitiepartij              |
| 2019-2020  | Matti Vanhanen             | Centrumpartij                         |
| 2020-2022  | Anu Vehviläinen            | Centrumpartij                         |
| 2022-2023  | Matti Vanhanen             | Centrumpartij                         |
| 2023-heden | Petteri Orpo               | Nationale Coalitiepartij              |